# Volvo XC40
Volvo XC40 — компактный кроссовер шведской компании Volvo Cars. Производится с ноября 2017 года. Прообразом автомобиля является концепт 40.1, представленный в 2016 году.
Автомобиль основан на новой платформе CMA, позже её получат некоторые другие автомобили Volvo. Модель оснащается бензиновыми T3, T4 и T5 двигателями 1,5 I3 и 2,0 л I4 и дизельными D3 и D4 двигателями 2,0 л I4.
На Женевском автосалоне в 2018 году XC40 впервые в истории Volvo получил престижную награду «Европейский автомобиль года», а журнал What Car? в январе 2018 года назвал XC40 «Автомобиль года».
Volvo планировали запустить в производство XC40 EV, электро-версию модели XC40, в конце 2019 года.
В марте 2021 года была представлена модель Volvo C40, построенная на базе XC40 и отличающаяся от него формой кузова. Продажи начались в сентябре 2021 года.

## Безопасность
Автомобиль прошёл тест EuroNCAP в 2018 году:
| Euro NCAP                                                  | Euro NCAP | Euro NCAP | Euro NCAP             |
| ---------------------------------------------------------- | --------- | --------- | --------------------- |
| · общий рейтинг                                            |           |           |                       |
| 97%                                                        | 87%       | 71%       | 76%                   |
| взрослый пассажир                                          | ребёнок   | пешеход   | активная безопасность |
| Протестированная модель: Volvo XC40 D4 AWD Momentum (2018) |           |           |                       |

## Галерея

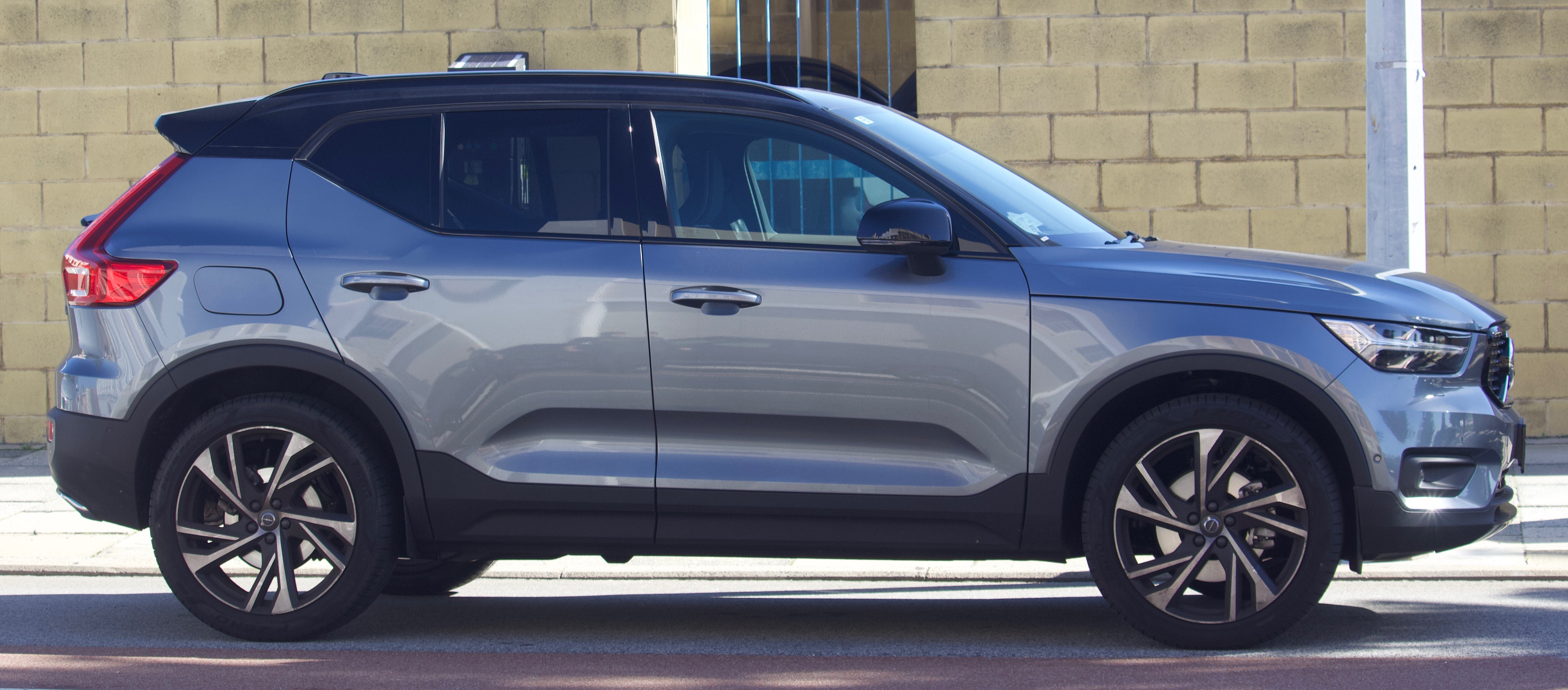
Вид сбоку
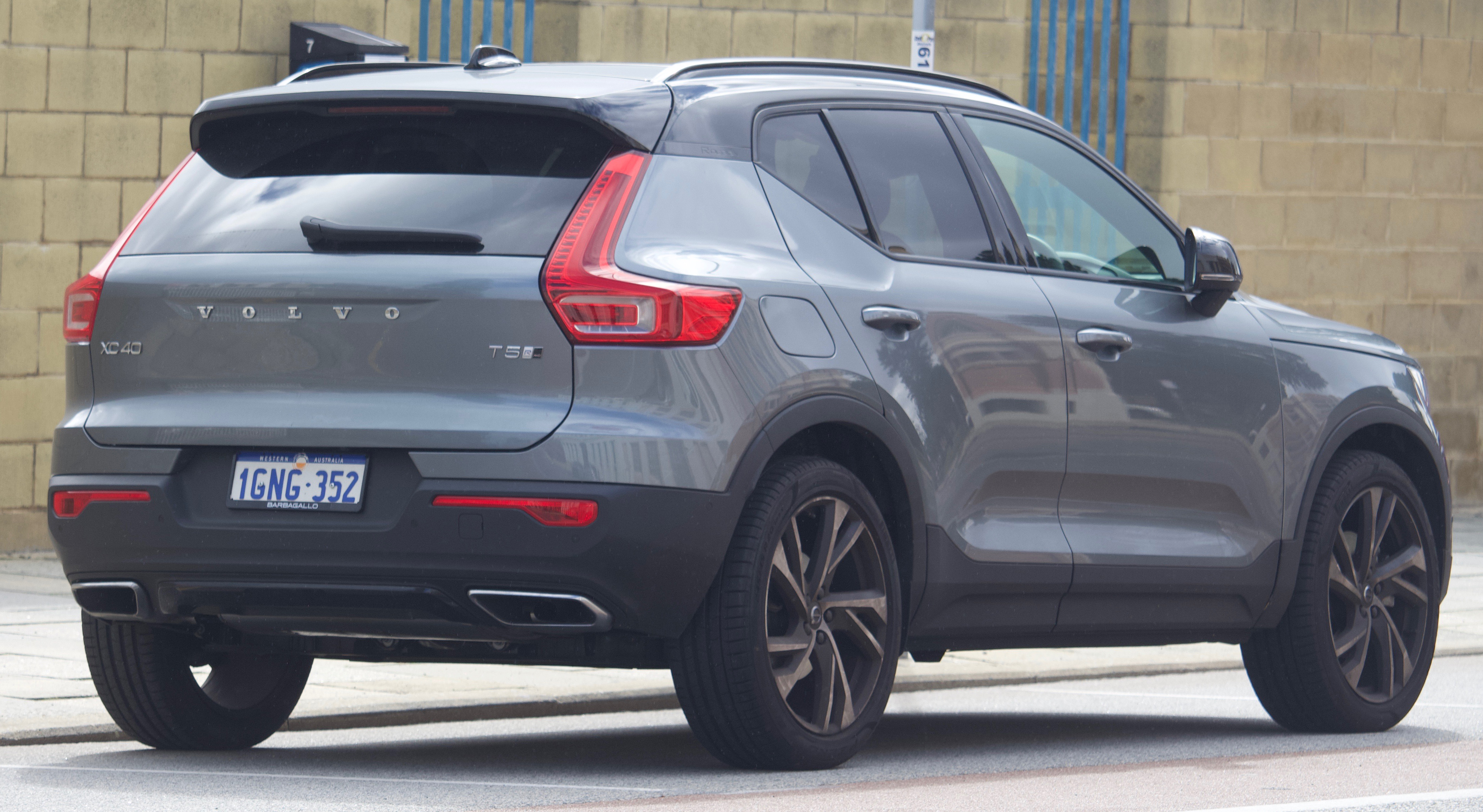
Вид сзади
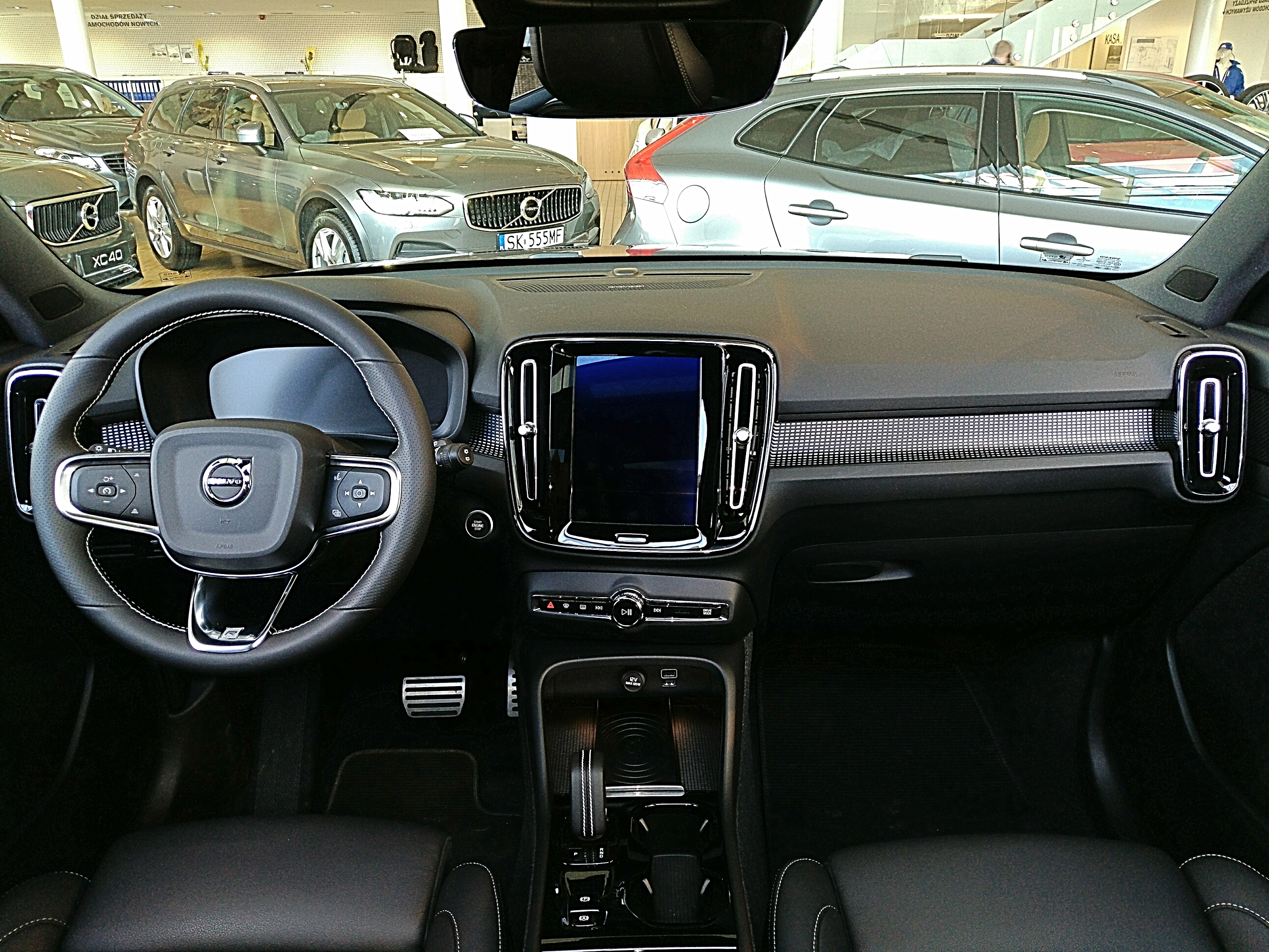
Интерьер
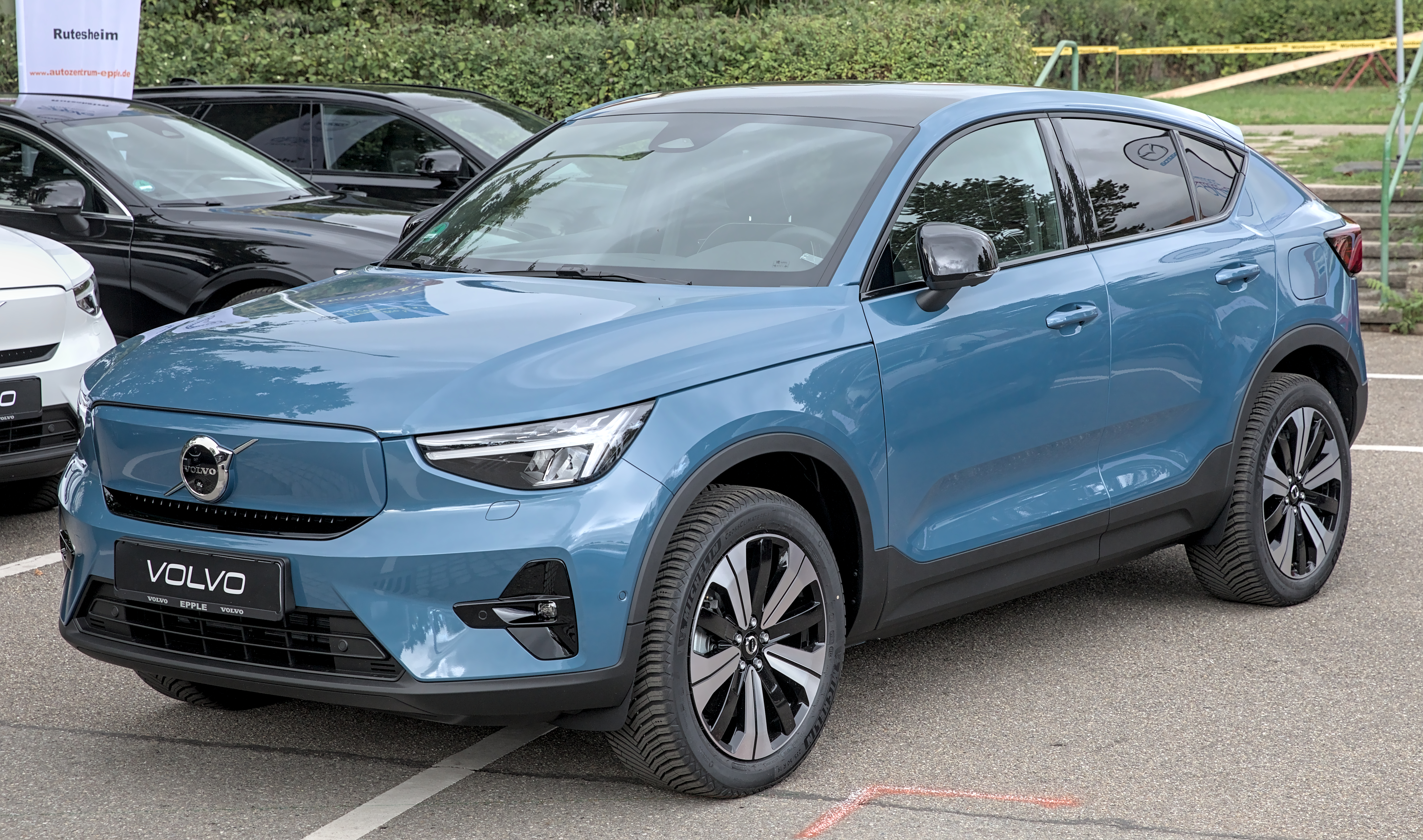
Volvo C40
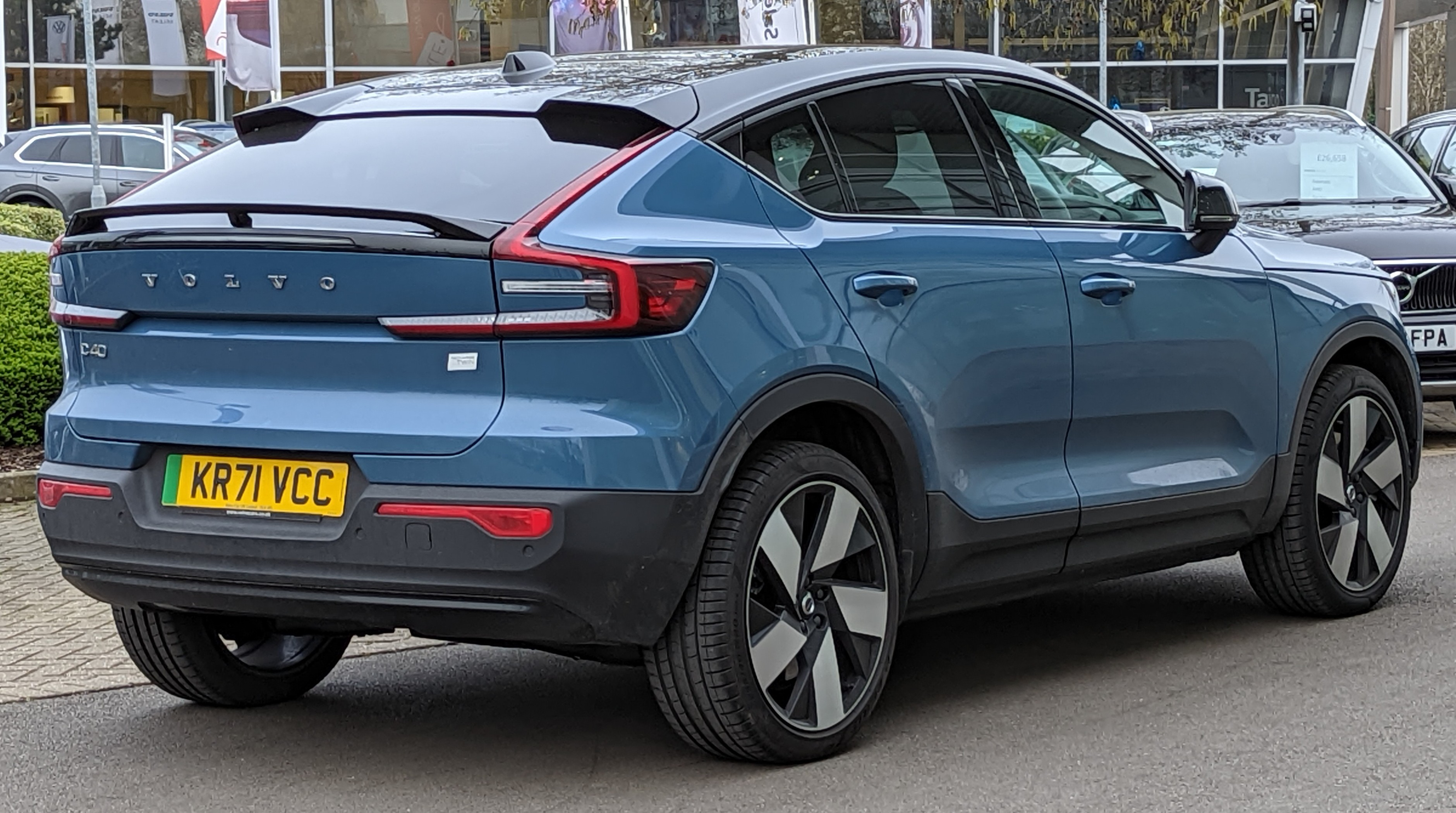
C40 сзади